# 承德高腹菌
承德高腹菌（学名：Gautieria chengdensis）是属于钉菇目钉菇科高腹菌属的一种担子菌。该种分布于中国。